# Осипов Олексій Ілліч
Олексій Ілліч О́сипов (рос. Алексе́й Ильи́ч О́сипов, нар. 31 березня 1938 р., м. Бельов, Тульська область, Росія) — російський православний богослов, педагог і публіцист, доктор богослов'я. Заслужений професор Московської духовної академії, апологет, проповідник, православний катехізатор.

## Життєпис
Народився в Бельові Тульської області в сім'ї службовців.
До 1952 року мешкав в місті Козельськ Калузької області, потім — в селищі Оптіно Козельского району.
З 1952 року жив в місті Гжатську (нині Гагарін) Смоленської області.
1955 року, закінчивши школу, відмовився вступати до якого-небудь вузу і удома три роки вивчав начала богослів'я під керівництвом ігумена Нікона (Воробйова).
У 1958 році, отримавши від нього письмову рекомендацію (по благословенню архієпископа Смоленського і Дорогобужського Михайла (Чуприни)), був прийнятий в четвертий (випускний) клас Московської духовної семінарії (МДС), склавши іспити за три попередні класи.
Закінчивши МДС в 1959 році, продовжив своє навчання в Московській духовній академії (МДА), випустившись в 1963 році із ступенем кандидата богослів'я за твір «Переклад чинопослідувань Утрені і Вечерні по служебникові Грецької Церкви 1951 року видання порівняно з російським служебником синодного видання».
У 1964 році прослухав курс аспірантури МДА. У тому ж році був призначений в МДА викладачем по абсолютно новій тоді дисципліні «Екуменізм».
У 1965 році був запрошений читати лекції з основного богослов'я в Академії, а потім наступного року — той же предмет і в семінарії. У подальші роки в аспірантурі читав лекції з історії російської релігійно-філософської думки, протестантизму, сучасних богословських проблем; у академії, окрім основного богослів'я, — по західних сповіданнях.
З 1965 року — викладач основного богослів'я в Московській духовній академії.
З 1969 року — доцент.
З 1975 року — професор МДА.
У 1985 році за сукупність богословських праць присвоєна почесна ступінь доктора богослов'я.
У 2004 році удостоєний почесного звання заслуженого професора Московської духовної академії.
Читає лекції з основного богослів'я на п'ятому курсі семінарії і першому курсі академії. Інтереси — основне богослів'я (апологетика), західні сповідання. Багато виступає в різних аудиторіях і на радіо «Радонєж» з лекціями і бесідами, значна частина яких отримали поширення на компакт-касетах, компакт-дисках і в інтернеті.
Виступав з доповідями і лекціями, у тому числі по радіо і телебаченню, в університетах, інститутах, в приходських храмах, школах, аудиторіях громадських і ділових організацій, у будинках культури, на всесвітніх, міжнародних, регіональних православних, міжхристиянських і світських асамблеях, конференціях: Росії, України, Білорусі, Польщі, Латвії, Фінляндії, Естонії, Швеції, Словаччини, Туреччини, Ізраїлю, Австрії, Бельгії, Німеччини, Голландії, Індії, Ірану, Італії, Ісландії, США.
Критиком Олексія Осипова виступав ієрей Данило Сисоєв настоятель московського храму апостола Хоми, засновник Школи православного місіонера. На його думку, Бог Осипова, який усе лише прощає — це «класичний індуїстський Бог». В червні 2012 року двоє ченців московської Троїце-Сергієвої лаври перед камерами спалили дві тисячі примірників книги Осипова «З часу у вічність: посмертне життя душі». 15 липня 2012 року цей вчинок був засуджений Духовним собором Троїце-Сергієвої лаври. Один з ченців був відправлений до скиту на покаяння.
У 2017 році вів телепередачу «Пошук істини з Олексієм Осиповим» (ТК «Спас»).
З 2021 року веде телепередачу «Професор Осипов» (ТК «Спас»).
У 2022 році з приводу війни сказав наступне: «У чому суть українського конфлікту, які його причини? Тепер є повні докази, документи, які показують, що вісім років Донецьк і Луганськ не тільки зазнавали безперервних нападів, артобстрілів, але, виявляється, вже було підготовлено й остаточну жорстоку розправу над усім населенням і, насамперед, росіянами. Адже ЛДНР постійно намагалися знайти рішення на ґрунті переговорів. І навіть Мінські угоди уклали за міжнародних посередників. І що ж це дало? Ось тільки що Порошенко заявив, що вони й не думали виконувати їх. Зараз стало абсолютно зрозуміло, що Росія воює не з Україною, а із Заходом, з Америкою та їхніми ставлениками. Своєю небувалою за силою пропагандою вони штучно розпалюють неприязнь українців до росіян. Це страшне моральне зло, за яке вони відповідатимуть перед Богом і, впевнений, перед усіма людьми. Ви тільки подумайте, яку люблять вони Україну, коли закликають боротися "до останнього українця"! Це ж відкрите знущання, сатанізм. Ненавидять вони Україну так само, як і Росію, щоб знищити обидві. Ось де корінь цієї війни!».

## Санкції
23 січня 2023 року внесений до санкційного списку України за підтримку терору і геноцидної політики РФ щодо України.

## Нагороди
- 1971 — Орден святого благовірного рівноапостольного князя Володимира III ступеня (РПЦ).
- 1978 — Орден святого Климента Охридського I ступеня (Болгарська православна церква (БПЦ)).
- 1979 — Орден преподобного Сергія Радонезького III ступеня (РПЦ).
- 1988 — Орден святого благовірного рівноапостольного князя Володимира II ступеня (РПЦ).
- 1998 — Орден святого благовірного князя Данила Московського III ступеня (РПЦ).
- 1998 — почесна відзнака «Трудова доблесть. Росія».
- 2008 — Орден святителя Макарія, митрополита Московського і всія Русі III ступеня (РПЦ).
- 2008 — орден Латвійської православної церкви священномученика Іоанна, архієпископа Ризького, III ступеня.
- 2008 — орден Української православної церкви 1020-річчя хрещення Русі.
- 2008 — медаль Тверського державного університету «Почесний знак „За завзятість до наук“».
- 2010 — диплом національної літературної премії «Золоте перо Русі — 2010».
- 2011 — почесна нагорода Об'єднаного інституту ядерних досліджень.
- 2013 — Орден святителя Макарія, митрополита Московського і всія Русі II ступеня (РПЦ).
- 2013 — нагорода імені князя Костянтина Острожського польського журналу «Православний огляд»[9].
- 2016 — грамота Президентського полку.
- 2016 — орден Латвійської православної церкви святого священномученика Іоанна, архієпископа Ризького і Латвійського, II ступеня.
- 2017 — вдячність Московського пограничного інституту ФСБ Росії.
- 2017 — орден Дружби[10][11].
- 2018 — Орден святителя Макарія, митрополита Московського і всія Русі I ступеня (РПЦ)[12].

## Публікації
- Переклад чинопослідувань Утрені та Вечірні по служебнику Грецької Церкви 1951 року видання в порівнянні з російським служебником Синодального видання (Кандидатська дисертація. Рукопис. Бібліотека МДА).
- Основне богослов'я. Курс лекцій в Московській духовній семінарії. — М., 1994.
- Шукаючому спасіння: поради та застереження — Житомир, 1997.[13]
- Православне розуміння сенсу життя — Київ, 2001.
- Ігумен Никон (Воробйов). Листи про духовне життя. — М.: Стрітенський монастир, 2005.
- "Як же можна безперестанно молитися …". — М.: Видавнича рада РПЦ, 2008.
- The Search for Truth on the Path of Reason. — Pokrov Press, 2009.(англ.)
- Шукаючому порятунку. — М.: Нікея, 2010.
- Церква в сучасному світі. 250 питань і відповідей. — М.: Путнік, 2010.
- Шлях розуму в пошуках істини — М.: Стрітенський монастир, 2010. Польською мовою: Droga rozumu w poszukiwaniu prawdy. — Варшава, 2011.
- Стати святим. — М.: Видавнича рада РПЦ, 2011.
- Носії Духу — М. : Стрітенський монастир, 2011.
- Про війну і мир, прогрес і Достоєвського. — М.: Православне братство св. ап. Іоанна Богослова, 2014.
- Навіщо людина живе? — М.: Православне братство св. ап. Іоанна Богослова, 2014.
- Як жити сьогодні? — М.: Православне братство св. ап. Іоанна Богослова, 2014.
- Бог — М.: Православне братство св. ап. Іоанна Богослова, 2015. Німецькою мовою: Auf dem Weg zu Gott. Тайською мовою: 2012. Монгольською мовою: Бурхан. — Улан-Батор, 2011.
- Чи потрібна святість людині? — М.: Вид-во Московської патріархії, 2015.
- Чому зникли старці? Як не помилитися у духовному наставнику — М.: Даниловський монастир, 2015.
- З часу у вічність: посмертне життя душі — М.: Данилов монастир, 2017. Фінською мовою: Kuolemanjälkeinen Elämä. — Ново-Валаамський монастир. 2010. Китайською мовою. Німецькою мовою: Aus dem Zeitlichen in die Ewigkeit.
- Любов, шлюб і сім'я — М.: Православне братство святого апостола Іоанна Богослова, 2017.
- Що таке щастя. — М.: АСТ, 2017.
- Навіщо людині Бог? Найнаївніші питання і найпотрібніші відповіді. — М.: АСТ, 2018.
- Життя духовне — М.: Видавництво Московської Патріархії, 2018.
- Таїнство Хрещення — М.: Видавництво Московської Патріархії, 2019.
- Життя з Євангелієм. Коментарі до Євангелія від Матвія — М.: Нікея, 2019.
- Про що говорив Ісус? — М.: АСТ, 2019.
- Православ'я ::: Скорочений навчальний посібник з апологетики для випускного курсу семінарії (бакалаврату) Московської Духовної Академії — 2019.

### Статті
- Справедливість і насильство // Богословські праці. — № 11. — 1973.
- Насильство і справедливість // Журнал Московської Патріархії. — 1973. — № 5.
- Принстонська зустріч (богословський діалог між представниками християнських Церков СРСР і Національної Ради Церков Христа в США) // Журнал Московської Патріархії. — 1975. — № 8.
- Подорож у Новий світ // Журнал Московської Патріархії. — 1975. — № 9.
- Спасіння — звільнення для світу і справедливості у Христі. Значення Церкви // Журнал Московської Патріархії. — 1976. — № 3.
- Вперше в Індії // Журнал Московської Патріархії. — 1977. — № 2.
- Про деякі принципи православного розуміння екуменізму // Богословські праці. — № 18. — 1978.
- Третя зустріч з «Пакс Крісті Інтернаціоналіс» // Журнал Московської Патріархії. — 1978. — № 9.
- Тридцятиріччя Всесвітньої Ради Церков // Журнал Московської Патріархії. — 1978. — № 12; 1979. — № 1.
- Знайомство з Римською курією // Журнал Московської Патріархії. — 1979. — № 3
- Сучасний діалог Руської Православної Церкви з Євангелічно-Лютеранської Церкви (1959—1979) // Журнал Московської Патріархії. — 1980. — № 8; 1980. — № 9.
- Осипов А., Кречмар Г. Тези [VIII Богословського співбесіди «Арнольдсхайн-VIII» між представниками Руської Православної Церкви та Євангелічної Церкви Німеччини (ФРН) (10-13 жовтня 1979 року в Одесі)] до доповідей "Святі як знамення виконання обітниці Божої людині "// Журнал Московської Патріархії. — 1980. — № 3.
- Святі як знак виконання Божого обітниці людині. Доповідь на VIII богословській співбесіді з представниками євангелічної церкви в Німеччині // Журнал Московської Патріархії. — № 11.
- Хауптманн П., Осипов А. Тези по темі «Значення апостольської спадкоємності для священства і пасторства» [IX Богословське співбесіду представників Російської Православної Церкви і Євангелічної Церкви в Німеччині, ФРН («Арнольдсхайн-IX»)] // Журнал Московської Патріархії. — 1982. — № 1.
- Значення апостольської спадкоємності для священства і душпастирства за вченням отців Церкви // Журнал Московської Патріархії. — 1982. — № 2.
- Коман В., Николау Ф., Осипов А., Фідас В., Романідіс І., Кречмар Г., Кродель Г., Піттерс Г., Ульман В. Резюме першої зустрічі Змішаної православно-лютеранської богословської комісії з діалогу // Журнал Московської Патріархії. — 1982. — № 3.
- Він так і не захистив свого народу … // Зустріч (журнал студентів МДА). — 1997. — № 1 (4).
- Єдність і різноманіття в житті Церкви // Журнал Московської Патріархії. — 1998. — № 7.
- Святий страстотерпець? // Православний християнин (Калузька Єпархіальна газета). — 1998. — № 8.
- Особливості канонізації останнього царя // Незалежна газета — релігії. — 1999. — 14 липня. — № 13 (36).
- Свобода християнина, свобода Церкви і релігійна свобода в православному розумінні // Церква і час. — 1999. — № 1 (19).
- Веліканов П. І. свящ., Осипов О. І. Апологетика // Православна енциклопедія. — М. : Церковно-науковий центр «Православна енциклопедія», 2001. — Т. III. — С. 75—91. — 752 с. — ISBN 5-89572-008-0.
- Як жити сьогодні // З виступу перед громадськістю в Московському ДК «Салют» — (31.10.2012)
- Що таке щастя // З лекції в МПДА — 18.11.2012
- Революція вийшла з семінарії // Журнал «Покров» — (2017 г.)
- Рятівний голос Церкви // Газета «Ізвєстія» — 29 листопада 2018
- Сім'я — мала церква
- Церковна єдність чи політика? // Інтерв'ю сайту Pravmir.ru
- Трагічний парадокс
- Вчення святителя Ігнатія (Брянчанінова) про духовне життя
- Християнська космологія
- Про наше офіційне богослов'я (з приводу неофіційного Висновку Синодальної біблійно-богословської комісії)
- Навіщо страждав Христос? (Сутність Жертви Христової)
- Що таке євхаристія? Таїнство Євхаристії та євхаристійні канони
- Життя, навіщо ти мені дане?
- Православ'я — «безрадісна» релігія?